# Vụ xả súng tại nhà thờ Hồi giáo Christchurch
Vụ xả súng tại nhà thờ Hồi giáo Christchurch xảy ra vào ngày 15 tháng 3 năm 2019 lúc 13:40 NZDT (00:40 UTC) tại nhà thờ Hồi giáo Al Noor và Linwood ở thành phố Christchurch, Canterbury, New Zealand, có 51 người tử vong sau đó và 49 người bị thương. Có bốn nghi phạm có liên quan, một trong số họ được xác định là Brenton Tarrant (28 tuổi), một người Úc da trắng. Cũng có báo cáo về một quả bom được tìm thấy trong một chiếc xe bị bỏ lại trên đường Strickland. Đây là vụ xả súng hàng loạt đầu tiên ở New Zealand kể từ vụ thảm sát Raurimu năm 1997..
Hung thủ tuyên bố rằng động cơ của mình là để trả thù cho vụ việc một bé gái người Thụy Điển là Ebba Akerlund đã bị những kẻ khủng bố Hồi giáo sát hại dã man vào năm 2017, và cũng là để trả thù cho tất cả những tội ác và những cuộc xâm lược của Hồi giáo trong hơn 1.000 năm qua .

## Sự việc

### Nhà thờ Hồi giáo Al Noor, Riccarton
Nhà thờ Hồi giáo Al Noor (tiếng Ả Rập: مسجد النور Masjid Al Noor) ở Deans Ave, Riccarton được nêu tên là một trong những địa điểm được nhắm đến, vì cảnh sát tuyên bố một sự cố nghiêm trọng đã xảy ra tại địa điểm này. Các báo cáo ban đầu cho thấy 300 người tham dự lễ nguyện đã ở trong nhà thờ Hồi giáo tại thời điểm xảy ra vụ nổ súng. Một người hàng xóm cạnh nhà thờ Hồi giáo nói với các phóng viên rằng ông đã chứng kiến người nổ súng chạy trốn khỏi nhà thờ và bỏ thứ dường như là vũ khí tự động trên đường lái xe. 42 người đã bị giết.

### Trung tâm Hồi giáo Linwood
Báo cáo về một người xả súng thứ hai tại Trung tâm Hồi giáo Linwood, tại Linwood Ave, Linwood đã làm dấy lên mối lo ngại về một cuộc tấn công đồng thời. Điều này sau đó đã được cảnh sát xác nhận là "một cuộc tấn công đồng thời, nhiều lần". 7 người đã bị giết.

### Trực tuyến
Một trong những tay súng đã livestream 17 phút về cuộc tấn công của mình trên Facebook Live, và tay súng này tự nhận mình là Brenton Tarrant, người Úc, 28 tuổi. Trước vụ nổ súng, Tarrant đã đăng một bản tuyên ngôn lên diễn đàn hình ảnh 8chan phác thảo cuộc tấn công của mình..
Trong bản tuyên ngôn trên 8chan, Tarrant mô tả mình là người theo chủ nghĩa dân tộc và bày tỏ sự ngưỡng mộ đối với nhiều nhân vật lịch sử của vùng Balkan. Tuy vậy, Tarrant khẳng định rằng anh không phải là người theo chủ nghĩa bài ngoại, anh tiết lộ rằng mình đã từng dành nhiều năm để đi du lịch tới rất nhiều quốc gia khác nhau và đã nhận được "sự chào đón ấm áp và giàu lòng trắc ẩn" của các nền văn hóa trên khắp trên thế giới.. Tarrant cũng viết trong bản tuyên bố: "Tôi mong muốn những điều tốt đẹp nhất sẽ đến với tất cả các dân tộc khác nhau trên toàn thế giới bất kể sắc tộc, chủng tộc, văn hóa đức tin của họ và họ sẽ được sống trong hòa bình và thịnh vượng, cùng với những người dân của họ, thực hành truyền thống của chính họ, trong chính quốc gia của họ" .
Tarrant cũng tỏ ý lo ngại về một cuộc "xâm lấn" của người nhập cư Hồi giáo vào mảnh đất châu Âu của người da trắng, Tarrant đã gọi những người Hồi giáo ở châu Âu là những kẻ đã "quay lưng lại với di sản của họ, quay lưng lại với nền văn hóa của họ, quay lưng lại với truyền thống của họ và trở thành những kẻ phản bội đối với chủng tộc của chính họ" . Tarrant tuyên bố rằng hành động của mình là để trả thù cho những tội ác mà người Hồi giáo đã gây ra trong suốt hơn một ngàn năm qua .
Tài khoản Twitter của tay súng này đã bị đình chỉ, cho thấy hình ảnh các khẩu súng có "mặt trời đen", cũng như các thông điệp bài Hồi giáo viết nguệch ngoạc trên súng.
Trước khi thực hiện vụ xả súng, Tarrant đã đăng một bài viết, qua đó anh kêu gọi giết tất cả các người Hồi giáo trên toàn cầu và tuyên bố rằng người Hồi giáo là "nguyên nhân của bạo lực và khủng bố" hơn 1,300 năm qua.

## Hậu quả
50 người đã tử vong và 49 người bị thương.
Những người sống sót đã được chuyển đến bệnh viện.
Học sinh của một số trường học gần đó đã bị cấm ra ngoài do vụ xả súng.
Trận đấu cricket giữa hai đội New Zealand và Bangladesh, dự kiến sẽ được tổ chức tại Hagley Oval ở thành phố Christchurch từ ngày 16 tháng 3, đã bị hoãn vì lý do an ninh. Đội tuyển Bangladesh đang lên kế hoạch thăm Nhà thờ Hồi giáo Al Noor và đang định bước vào tòa nhà khi vụ xả súng xảy ra. Các cầu thủ sau đó đã chạy thoát đến Hagley Oval và ẩn nấp trong phòng thay đồ của sân vận động.

### Bắt giữ
Cảnh sát trưởng Mike Bush tuyên bố rằng Brenton Tarrant bị bắt vì vụ tấn công.

## Phản ứng

### Phản ứng trong nước
Tại một cuộc họp báo ở New Plymouth, Thủ tướng Jacinda Ardern tuyên bố rằng vụ việc là một "hành động bạo lực cực đoan và chưa từng có", đồng thời nói thêm rằng "đây là một trong những ngày đen tối nhất của New Zealand". Sau đó, bà trở lại Wellington để điều phối phản ứng của chính phủ.
Toàn quyền New Zealand, Patsy Reddy, đưa ra một tuyên bố bày tỏ lời chia buồn của bà.

### Phản ứng của cộng đồng quốc tế
Thủ tướng Úc Scott Morrison đã lên án vụ tấn công, tweet rằng: "Tôi kinh hoàng trước những báo cáo mà tôi đang theo dõi về vụ nổ súng nghiêm trọng ở thành phố Christchurch, New Zealand. Tình hình vẫn đang diễn ra nhưng những suy nghĩ và lời cầu nguyện của chúng tôi hướng tới người anh em họ Kiwi."
Thủ tướng của Vương quốc Anh, Theresa May, cũng đưa ra một lời về vụ án trên Twitter: "Thay mặt cho Vương quốc Anh, tôi chia buồn đến những người dân New Zealand sau vụ tấn công kinh hoàng ở thành phố Christchurch. Suy nghĩ của tôi về tất cả những người bị ảnh hưởng bởi hành động này là quá bạo lực."